# Віковий дуб (Одеса)
Вікови́й дуб «Чорна ніч» — дуб, ботанічна пам'ятка природи місцевого значення в Україні. Об'єкт природно-заповідного фонду Одеської області.

## Загальна характеристика
Розташований на території міста Одеси, за адресою пров. Лобановського, 1/3 (на розі проспекту Шевченка і провулку Лобановського). Площа — 0,15 га. Обхват дерева 4,50 м. Висота 28 м. Вік (оціночно) понад 300 років. Статус отриманий у 1972 році (статус надано для збереження вікового, історичного дуба); за іншими даними — дуб заповіданий в 1984 р.. Під деревом є інформаційний знак. Перебуває у віданні: комунальне підприємство «Міськзелентрест». Народна назва дуба — Чорна ніч.
За легендою, дуб посадили в 1792 р. чорноморські козаки, коли йшли на Кубань, вони ж і дали йому ім'я «Чорна ніч».
У 2000-х роках дерево кілька разів намагалися спиляти місцеві комерсанти під спорудження кіосків; мешканці влаштовували з ними бійки, захищаючи дерево. Крім того, порушувалася охоронна зона дерева, у ній споруджувалися різні об'єкти комерційного призначення, чому намагалися завадити представники організацій козацтва.
Одне з найвідоміших дерев Одеси.